# 七大天使

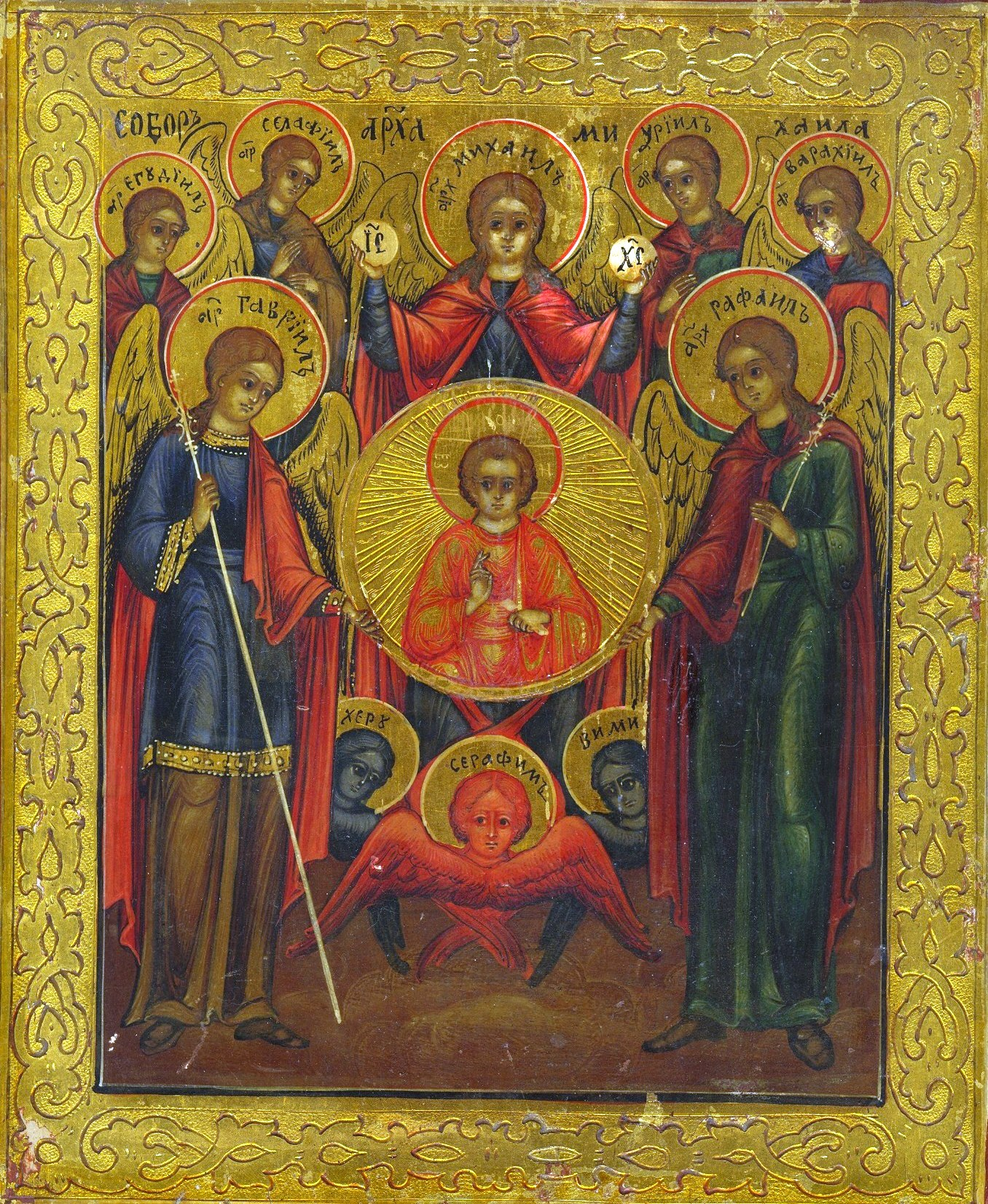
正教会の七大天使のイコン、左から右へ：イェグディエル、ガブリエル、サラフィエル、ミカエル、ウリエル、ラファエル、バラキエル。

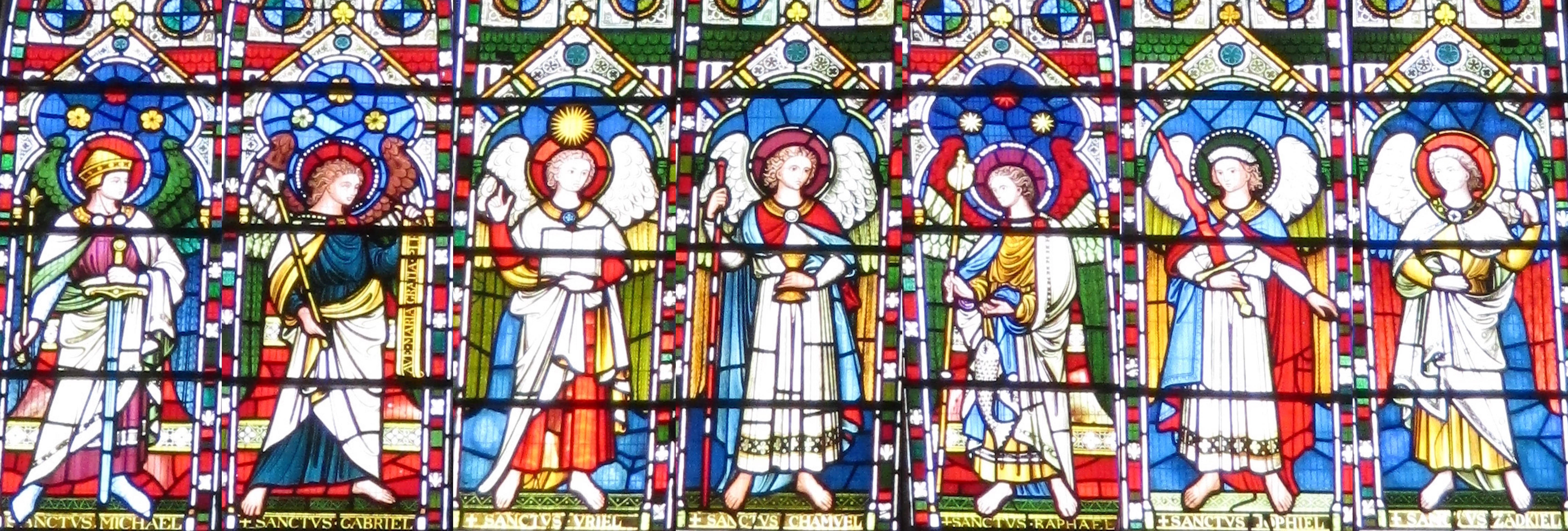
聖公会の七大天使のステンドグラス、左から右へ：ミカエル、ガブリエル、ウリエル、カマエル、ラファエル、イオフィエル、ザドキエル。

七大天使（しちだいてんし、ななだいてんし）とは、ユダヤ教およびキリスト教で認められている、最も有力な七体の（広義の）大天使のことである。最も初期のものは第一エノク書において確認されているが、現在でもそれとは別に熱心な崇敬を集めている。
七大天使の構成はミカエル、ガブリエル、ラファエル、ウリエルの四大天使（ウリエルについては異同もある）に三体の天使を加えたものが基本で、その三天使は教派や聖典ごとに異なる。
| 天使 | 『エノク書』 | 『ディオニュシオス文書』 | 教皇グレゴリウス1世時代の カトリック教会 | コプト正教会 | 東方正教会     | 東方正教会 |
| 天使 | 『エノク書』 | 『ディオニュシオス文書』 | 教皇グレゴリウス1世時代の カトリック教会 | コプト正教会 | 天使           | 曜日割当   |
| ---- | ------------ | ------------------------ | ---------------------------------------- | ------------ | -------------- | ---------- |
| 1    | ミカエル     | ミカエル                 | ミカエル                                 | ミカエル     | ミカエル       | 日曜日     |
| 2    | ガブリエル   | ガブリエル               | ガブリエル                               | ガブリエル   | ガブリエル     | 月曜日     |
| 3    | ラファエル   | ラファエル               | ラファエル                               | ラファエル   | ラファエル     | 火曜日     |
| 4    | ウリエル     | ウリエル                 | ウリエル                                 | アニエル     | ウリエル       | 水曜日     |
| 5    | ラグエル     | カマエル                 | サマエル                                 | スリエル     | セラフィエル   | 木曜日     |
| 6    | ゼラキエル   | ヨフィエル               | オリフィエル                             | サラティエル | イェグディエル | 金曜日     |
| 7    | レミエル     | ザドキエル               | ザカリエル                               | ザドキエル   | バラキエル     | 土曜日     |
| 8    | —            | —                        | —                                        | —            | イェレミエル   | —          |

その他の聖典などではメタトロン、サンダルフォン、ラジエルといった全く別の天使が入ることもある。
また、東方正教会の七大天使が各曜日に当てられることがある（上記の表を参照）。それに倣いオカルトでは太陽と月を含めた太陽系の各惑星に七大天使を当てる場合があるが、どの星にどの天使を当てるのかは処々により一定していない。